# Comuni della Slovenia

Carta della suddivisione in comuni della Slovenia nel 2012.

I comuni della Slovenia (in sloveno: občine, singolare občina) costituiscono l'unico tipo di suddivisione territoriale del Paese e sono in tutto 212. Pur in assenza di enti amministrativi intermedi tra lo Stato e Comuni, questi sono raggruppati dal punto di vista statistico in regioni statistiche (statistične regije) e dal punto di vista storico-geografico in province (pokrajine).
Ogni comune è formato da varie località o frazioni (naselje), e dal punto di vista amministrativo in comunità locali (krajevne skupnosti), o, nel caso delle città, in circoscrizioni cittadine (mestne četrti).
Sette sono i comuni ufficialmente bilingui, con un doppio toponimo: per quattro è sloveno-italiano (Capodistria, Isola, Pirano e Ancarano); per tre è sloveno-ungherese (Dobrovnik, Hodoš e Lendava).

## Comuni cittadini
Dei 212 comuni sloveni, 11 hanno il titolo di comuni cittadini (mestne občine).
| Stemma | Nome           | Nome ufficiale                                   | Popolazione (2021) | Regione statistica    |
| ------ | -------------- | ------------------------------------------------ | ------------------ | --------------------- |
|        | Lubiana        | Mestna občina Ljubljana                          | 294 464            | Slovenia Centrale     |
|        | Maribor        | Mestna občina Maribor                            | 113 778            | Oltredrava            |
|        | Kranj          | Mestna občina Kranj                              | 57 185             | Alta Carniola         |
|        | Capodistria    | Mestna občina Koper/ Comune Città di Capodistria | 53 292             | Litorale-Carso        |
|        | Celje          | Mestna občina Celjie                             | 49 007             | Savinjska             |
|        | Novo mesto     | Mestna občina Novo mesto                         | 37 398             | Slovenia Sudorientale |
|        | Velenje        | Mestna občina Velenjie                           | 33 715             | Savinjska             |
|        | Nova Gorica    | Mestna občina Nova Gorica                        | 31 845             | Goriziano             |
|        | Krško          | Mestna občina Krško                              | 25 904             | Oltresava inferiore   |
|        | Ptuj           | Mestna občina Ptuj                               | 23 611             | Oltredrava            |
|        | Murska Sobota  | Mestna občina Murska Sobota                      | 18 622             | Murania               |
|        | Slovenj Gradec | Mestna občina Slovenj Gradec                     | 16 595             | Carinzia              |

## Elenco dei comuni
Di seguito sono indicati tutti i comuni della Slovenia, suddivisi per regione statistica. Tra parentesi in corsivo è indicato il nome ufficiale del comune quando diverso dal toponimo italiano e la denominazione completa per i comuni ufficialmente bilingui; i comuni cittadini sono scritti in grassetto.

### Alta Carniola
- Bled
- Bohinj
- Cerklje na Gorenjskem
- Gorenja vas-Poljane
- Gorje
- Jesenice
- Jezersko
- Kranj
- Kranjska Gora
- Naklo
- Preddvor
- Radovljica
- Šenčur
- Škofja Loka
- Tržič
- Železniki
- Žiri
- Žirovnica

### Carinzia
- Črna na Koroškem
- Dravograd
- Mežica
- Mislinja
- Muta
- Podvelka
- Prevalje
- Radlje ob Dravi
- Ravne na Koroškem
- Ribnica na Pohorju
- Slovenj Gradec
- Vuzenica

### Carniola Interna-Carso
- Bloke
- Circonio (Cerknica)
- Bisterza (Ilirska Bistrica)
- Loška Dolina
- San Pietro del Carso (Pivka)
- Postumia (Postojna)

### Goriziano
- Aidussina (Ajdovščina)
- Plezzo (Bovec)
- Collio (Brda)
- Circhina (Cerkno)
- Idria (Idrija)
- Canale d'Isonzo (Kanal ob Soči)
- Caporetto (Kobarid)
- Merna-Castagnevizza (Miren-Kostanjevica)
- Nova Gorica
- Ranziano-Voghersca (Renče-Vogrsko)
- San Pietro-Vertoiba (Šempeter-Vrtojba)
- Tolmino (Tolmin)
- Vipacco (Vipava)

### Litorale-Carso
- Ancarano (Ankaran/Ancarano)
- Divaccia (Divača)
- Erpelle-Cosina (Hrpelje-Kozina)
- Isola (Izola/Isola)
- Comeno (Komen)
- Capodistria (Koper/Capodistria)
- Pirano (Piran/Pirano)
- Sesana (Sežana)

### Murania
- Apače
- Beltinci
- Cankova
- Črenšovci
- Dobrovnik (Dobrovnik/Dobrónak)
- Gornja Radgona
- Gornji Petrovci
- Grad
- Hodoš (Hodoš/Hodos)
- Kobilje
- Križevci
- Kuzma
- Lendava (Lendava/Lendva)
- Ljutomer
- Moravske Toplice
- Murska Sobota
- Odranci
- Puconci
- Radenci
- Razkrižje
- Rogašovci
- Šalovci
- Sveti Jurij ob Ščavnici
- Tišina
- Turnišče
- Velika Polana
- Veržej

### Oltredrava
- Benedikt
- Cerkvenjak
- Cirkulane
- Destrnik
- Dornava
- Duplek
- Gorišnica
- Hajdina
- Hoče-Slivnica
- Juršinci
- Kidričevo
- Kungota
- Lenart
- Lovrenc na Pohorju
- Majšperk
- Makole
- Maribor
- Markovci
- Miklavž na Dravskem polju
- Oplotnica
- Ormož
- Pesnica
- Podlehnik
- Poljčane
- Ptuj
- Rače-Fram
- Ruše
- Selnica ob Dravi
- Šentilj
- Slovenska Bistrica
- Središče ob Dravi
- Starše
- Sveta Ana
- Sveta Trojica v Slovenskih goricah
- Sveti Andraž v Slovenskih goricah
- Sveti Jurij v Slovenskih goricah
- Sveti Tomaž
- Trnovska vas
- Videm
- Zavrč
- Žetale

### Oltresava Inferiore
- Bistrica ob Sotli
- Brežice
- Kostanjevica na Krki
- Krško
- Sevnica

### Savinjska
- Braslovče
- Celje
- Dobje
- Dobrna
- Gornji Grad
- Kozje
- Laško
- Ljubno
- Luče
- Mozirje
- Nazarje
- Podčetrtek
- Polzela
- Prebold
- Radeče
- Rečica ob Savinji
- Rogaška Slatina
- Rogatec
- Šentjur
- Slovenske Konjice
- Šmarje pri Jelšah
- Šmartno ob Paki
- Solčava
- Šoštanj
- Štore
- Tabor
- Velenje
- Vitanje
- Vojnik
- Vransko
- Žalec
- Zreče

### Slovenia Centrale
- Borovnica
- Brezovica
- Dobrepolje
- Dobrova-Polhov Gradec
- Dol pri Ljubljani
- Domžale
- Grosuplje
- Horjul
- Ig
- Ivančna Gorica
- Kamnik
- Komenda
- Litija
- Lubiana (Ljubljana)
- Longatico (Logatec)
- Log-Dragomer
- Lukovica
- Medvode
- Mengeš
- Moravče
- Škofljica
- Šmartno pri Litiji
- Trzin
- Velike Lašče
- Vodice
- Nauporto (Vrhnika)

### Slovenia Sudorientale
- Črnomelj
- Dolenjske Toplice
- Kočevje
- Kostel
- Loški Potok
- Metlika
- Mirna
- Mirna Peč
- Mokronog-Trebelno
- Novo mesto
- Osilnica
- Ribnica
- Semič
- Šentjernej
- Šentrupert
- Škocjan
- Šmarješke Toplice
- Sodražica
- Straža
- Trebnje
- Žužemberk

### Sava Centrale
- Hrastnik
- Trbovlje
- Zagorje ob Savi

## Variazioni territoriali

### Comuni istituiti nel 2006
- Apače per distacco da Gornja Radgona.
- Cirkulane per distacco da Gorišnica.
- Gorje per distacco da Bled.
- Kostanjevica na Krki per distacco da Krško.
- Log-Dragomer per distacco da Nauporto (Vrhnika).
- Makole per distacco da Slovenska Bistrica.
- Mokronog-Trebelno per distacco da Trebnje.
- Poljčane per distacco da Slovenska Bistrica.
- Ranziano-Voghersca (Renče-Vogrsko) per distacco da Nova Gorica.
- Rečica ob Savinji per distacco da Mozirje.
- Šentrupert per distacco da Trebnje.
- Šmarješke Toplice per distacco da Novo mesto.
- Šmartno pri Litiji per distacco da Litija.
- Središče ob Dravi per distacco da Ormož.
- Straža per distacco da Novo mesto.
- Sveta Trojica v Slovenskih goricah per distacco da Lenart.
- Sveti Jurij v Slovenskih goricah per distacco da Lenart.
- Sveti Tomaž per distacco da Ormož.

### Comuni istituiti nel 2011
- Mirna per distacco da Trebnje.

### Comuni istituiti nel 2014
- Ancarano (Ankaran/Ancarano) per distacco da Capodistria.